# پلهام (کارولینای شمالی)
پلهام (به انگلیسی: Pelham) یک منطقهٔ مسکونی در ایالات متحده آمریکا است که در شهرستان کسول، کارولینای شمالی واقع شده‌است.